# オヌフリー・ステパノフ
オヌフリー・ステパノフ(ロシア語: Онуфрий Степанов ) (不明-1658年6月30日死亡) は17世紀のシベリア・カザーク（コサック）で、アムール川の探検家である。清露国境紛争の初期に、清軍と戦って戦死した。

## 17世紀ロシアのアムール川探険
1580年代におけるイェルマークのシビル・ハン国攻撃ののち、カザークを中心とするロシア人は、毛皮および毛皮をヤサク（貢納）として納めてくれる民を求めてシベリアに進出していった。1638年、ロシア人たちは、先住民から「チルコル川」の周辺で農耕が行われ、付近の山では銀が採れるという噂を聞いた。カザークのイヴァン・モスコヴィチンを隊長とする探険隊が派遣された。モスコヴィチンらは、ロシア人として初めてオホーツク海に達した。「チルコル」川こそは、アムール川（黒竜江）である。モスコヴィチンは、アムール川流域とチュコトカやアディゲル地域で穀物や魚類の交易が行われていることを報告した。
ヤクーツク長官ゴロヴィンが、1643年、アムール川遠征にカザークのヴァシリー・ポヤルコフら132名を送り込んだ。ポヤルコフらは先住民と争い、また食糧不足のために、1946年にヤクーツクに帰還した時には生き残った者は25名であった。ただ、アムール川流域は毛皮獣も多く、付近に住むギリヤーク人はどこにもヤサクを納めておらず、穀物や人口も多い、たいへん暮らしやすい場所であることがわかった。
1649年には、レナ川の企業家エロフェイ・ハバロフが、ヤクーツク長官フランツべコフに自らアムール探険に行くことを請願した。ハバロフはアムール遠征の途上で数々の乱暴狼藉を働いた。1651年には清が建設した雅克薩（ヤクサ）要塞を奪い、アルバジンと名付けた。1652年に現地民が寧古塔（ニングタ）の清の司令官、海塞（ハイサイ）に訴えた。海塞は1500名の部隊を連れて駆けつけたが、鉄砲を大量に持つロシア人には敵わず、海塞は敗北の責任を取って処刑された。

## 1653年、ステパノフ登場
ロシア本国でもエロフェイ・ハバロフの狼藉が問題となり、ジノヴィエフの着任とともに、ハバロフは賞与され、解雇された。
1653年秋のエロフェイ・ハバロフの逮捕およびモスクワへの追放ののち、カザークの頭目オヌフリー・ステパノフはダウリア地域の（アムール川上流）ハバロフの代理に指名され、その地に残った320人を率いることになった。
ステパノフと部下たちは、十分な穀物も木材もなく困窮していた。そのため、食料と建物を建てる材料を求めて、舟で松花江（スンガリー川）を超えてアムール川へと下降し、デュチェル族の住む地方へ向かうことを決意した。
ステパノフはこの目的に成功した。デュチェル族に大量のヤサク（毛皮などの貢納）を要求し、何度か戦闘を行った。彼はここに冬営地を建てた。

## 1654年、清露国境紛争のはじまり
1654年の夏、ステパノフは穀物を探して松花江に戻り、別のコサック隊の50人を加えた。
松花江を３日のあいだ遡ったのち、ミンガンダリを司令官とした満洲族（清軍）に出会った（ステパノフによると、3000人の満洲族と漢族によって構成されており、デュチェル族とダウール族はいなかった）。河川での戦がはじまり、ステパノフと部下は勝利をおさめたが、満洲軍は岸に上がり、自軍の周囲に塹壕を掘った。
コサックたちは塹壕を包囲して襲撃しようとしたが、損失が続き、ソートニク（百人隊長）ベケトフ指揮下の30人と落ち合う下流地点へと退却した。ステパノフは撤退しながらアムール川を遡り、ゼヤ川を超えてカモラ川の河口に至り、なかば廃墟となったカモラ要塞（オストログ） (Каморский острог)で越冬した。

## 1655年
攻撃に備え、ステパノフは荒れ果てた入植地の整備と要塞化を始めた。この準備は、1655年3月13日、ミンガンダリに率いられた10000人の兵を擁する清軍がカモラ要塞を包囲したときに役に立った。
数の上で劣った守備隊は何度かの攻撃を撃退した。満洲軍は食料不足のために1655年4月3日にロシア人たちの舟を破壊したあと、戦闘をやめた。

## 1655年から1658年
この事件の後、ステパノフは部下数人に命じ、アムール川流域滞在中に集めたヤサクをモスクワまで運ばせた。
いっぽう、ボヤール（貴族）の息子であるフョードル・プシュチン（アルグン川河口でツングース人と戦っていた）に率いられた50人のトムスク・コサックがオヌフリー・ステパノフ軍に加わった。
もう一度、ステパノフは穀物の豊かな松花江へと向かった
補給を行ったあと、ステパノフと部下たちはアムール川下流のギリヤーク人の領域に進路を向けた。そこで、コサックは砦を組み、黒貂、赤狐と銀狐の毛皮から成るヤサクを集めた。
そのころ、アムール川流域の生存環境は年々悪くなっていった。コサックの収奪によって、現地民の人口の大部分が困窮し、また、その土地から離れていった。
また、ステパノフは、ダウール族とデュチェル族が、清の順治帝（在位1643年‐1661年）の勅令により、アムール川から牡丹江(フルハ川)に移住したことを知った。このようにして、アムール地方、特に松花江の沿岸からはほとんど人がいなくなった。無法者が増え、原住民と登録コサックの双方を狙った。ステパノフと部下は、強盗によって略奪され、焼かれたウルス（部落）にしばしば遭遇した。
コサックたちは危機的な状況にあった。とりわけ少しでも豊かな土地に向かって戦うには兵力が欠けていた。
餓死しないように、ステパノフの部下は土地を耕し、種を蒔かねばならなかった。
これ以上、この地域に残っていても無駄であった。オヌフリー・ステパノフは土地を去る機会を待った。 1656年7月22日、ステパノフは50人のコサック隊をモスクワに送り、新たなヤサクを納めさせるとともに、ツァーリ宛ての手紙を届けさせた。手紙の内容は、ツァーリ・アレクセイ・ミハイロヴィチに対して、アムール地方の食糧不足のために部下を再派遣しないよう懇願するものであった。ツァーリ・アレクセイは返答の中で、ステパノフと部下たちの偉大な奉仕に謝意を示し、さらに「勇敢にふるまう」よう命じた。
まもなくコサックたちは自暴自棄に陥り、隊長のもとから逃げだしはじめた。モスクワと清のあいだの交渉は行き詰まり、助かる場所見込みはなかった。一方で、先住民の敵意は強まっていった。

## 1658年、2度目の戦い
ステパノフは、より条件が良く、住みやすい地域への移動準備をはじめた。 1658年6月30日、松花江の河口で、500人のコサックの乗るステパノフの11隻の船団が、清のサルフダ将軍の40隻 (または45隻、または45-47隻 )の船に囲まれた。大砲と火縄銃で武装した満州人と李氏朝鮮の兵士1400人が乗っていた 。朝鮮軍からは、150人の鉄砲隊が参加していた。これは清朝の要請によるものである。疲れ果てて意気消沈したオヌフリー・ステパノフと部下のコサックは、真剣な抵抗ができず、敵の圧倒的な人数に敗北した。ステパノフは戦闘中に殺されたかか、アムール川を渡ろうとして溺死した。満洲人はロシア人が集めていたヤサクを奪い、コサックの妾にされた100人以上のデュチェル族の女性を舟から解放した。270人のロシア人が死亡し、222人が逃亡した。そのうちの180人は、ゼヤ地域の原住民を襲撃して生活する無法者集団になった。1660年に満州族によってそのほとんどが追放された。
ステパノフ一行の悲惨な最期によって、ロシアの指導者たちは、アムール地域の先住民へのヤサク収集を躊躇するようになった。その後15年ほど、公式の征服を中止した。コサックの多くは非公式にこの地域に住み続け、略奪を続けた。